# Serra de San Gabriel
 A Serra de San Gabriel (em castelhano:  Sierra de San Gabriel) são uma cordilheira localizada no norte do condado de Los Angeles e no oeste do condado de San Bernardino, Califórnia, Estados Unidos. A cordilheira faz parte das Cadeias Transversais e fica entre a Bacia de Los Angeles e o Deserto de Mojave, com a Interestadual 5 a oeste e a Interestadual 15 a leste. Essa área encontra-se e é cercada pela Floresta Nacional de Angeles, com a falha de San Andreas como a fronteira norte da região. 
O pico mais alto da faixa é o Monte San Antonio, comumente conhecido como Monte Baldy. O Monte Wilson é outro pico famoso, famoso pelo Observatório Mount Wilson e pela fazenda de antenas que abriga muitos dos transmissores da mídia local. O observatório pode ser visitado pelo público. Em 10 de outubro de 2014, o Presidente Obama designou a área como Monumento Nacional das Montanhas San Gabriel. Até o momento, o The Trust for Public Land protegeu mais de 3 800 acres de terra nas montanhas de San Gabriel, no sopé e na floresta nacional de Angeles.